# الفرقة الأمنية 325 (الفيرماخت)
الفرقة الأمنية 325 (الألمانية: 325. Sicherungs-Division) كان تشكيلًا عسكريًا ألمانيًا عمل في فرنسا التي احتلتها ألمانيا خلال الحرب العالمية الثانية.
تأسست في مايو 1943 تحت قيادة الفريق هانز فرايهر فون بوينبورغ-لينجسفيلد وكانت مسؤولة عن الدفاع عن باريس والمنطقة المحيطة بها.
قائد الفرقة فون بوينبورغ-لينجسفيلد، قائد باريس الكبرى في وقت واحد، دعم الحاكم العسكري لفرنسا كارل-هاينريش فون ستولبناجيل ‏ في مؤامرة مناهضة لهتلر في 20 يوليو. في 20 تموز 1944، أبلغت ستولبناجيل التي كتبها شتاوفنبرج و ابن عمه، الذي كان قد تلقى اتصالا هاتفيا من شتاوفنبرج، أن هتلر قد مات وأن الانقلاب. ثم أمر ستولبناجيل بالقبض على جميع أفراد قوات الأمن الخاصة البالغ عددهم 1200 في المدينة. قام الفوج الأمني 325 التابع للبعثة بتنفيذ المهمة وسجنهم في سجن فريسنيس وفورت دي ليست. تم اعتقال قائد قوات الأمن الخاصة والشرطة في فرنسا كارل أوبيرج وضباط كبار آخرين من قوات الأمن الخاصة والجستابو في فندق كونتيننتال، بانتظار إعدامهم المخطط له. بدأت محاولة الانقلاب في الانهيار في تلك الليلة بعد أن عرف أن هتلر كان على قيد الحياة بالفعل، وأمر بإطلاق سراح رجال الأمن. 
استسلمت الفرقة الأمنية 325 لقوات الحلفاء خلال تحرير باريس بعد تكبدها خسارة حوالي 3200، وتم حلها رسميًا بعد ذلك بوقت قصير. كانت الفرقة الأمنية الوحيدة التي خدمت في أوروبا الغربية.

## الوحدات
وقد اشتمل التقسيم على الوحدات التالية. 
الفوج الأمني الأول.
الفوج الأمني الخامس.
الفوج الأمني السادس.
الفوج الأمني المئة والتسعون.